# Ghislain Lebel
 (novembre 2015).
Pour les articles homonymes, voir Lebel.
Ghislain Lebel, né le 17 février 1946 à Lévis et mort le 1er janvier 2023 à Saint-Jean-sur-Richelieu, est un politicien québécois et ancien député du Bloc québécois à la Chambre des communes du Canada. Il quitte le caucus de son parti en 2002.  En 2005, il se présente, sans succès, à la tête du Parti québécois.

## Biographie
En 1963, il est apprenti-électricien au Canadien Pacifique puis mécanicien soudeur pour la compagnie Iron Ore de Sept-Îles de 1966 à 1976. Mais à partir de cette date, il poursuivra des études à l'Université Laval de Québec à la faculté de Droit et obtient son baccalauréat en droit en 1980 et son diplôme en droit notarial en 1981. Il exerce la profession de notaire depuis cette date.

### Carrière politique
En 1963, il est un souverainiste de la première heure devenant membre du Rassemblement pour l'indépendance nationale (RIN) à 17 ans. En 1968, il s'engage comme membre du Mouvement souveraineté-association (MSA).
Entre 1968 et 1981, il est membre actif œuvrant au sein des forces souverainistes des circonscriptions de Saguenay et Duplessis à divers postes des élections générales et référendaires.
En 1981, il devient le conseiller juridique du Parti québécois, responsable de la formation et rédacteur auprès de divers candidats aux élections provinciales.
En 1982, il est membre actif de la circonscription de Chambly en tant que chef de ville et membre de l'exécutif du Parti québécois.
Entre 1985 et 1989, il sera le conseiller juridique du Parti québécois dans la circonscription provinciale de Chambly.
En juin 1993, il se présente comme candidat à l'investiture du Bloc québécois dans la circonscription fédérale de Chambly. En octobre de la même année, il est élu député de Chambly aux élections fédérales avec plus de 18 000 voix de majorité sur son principal adversaire.
En 1994, il sera nommé porte-parole de l'opposition officielle en matière de consommation et de corporations, poste qu'il gardera jusqu'en 1997.  En 1994, il est aussi nommé coprésident du comité mixte permanent de l'Examen de la Réglementation.  En 1995, il est nommé vice-président du comité de l'industrie.  Ce comité est formé spécialement pour fins d'étude du projet de loi C-84 (Loi modifiant la loi sur les textes réglementaires) constitué en novembre 1995.  Son objectif est de fondre en une loi plus efficace et moins onéreuse la loi actuelle sur les textes réglementaires. Au printemps 1996, des témoins de toute origine professionnelle sont alors entendus pour enfin soumettre un rapport en juin 1996 au gouvernement.
De 1997 à 1998, il est critique adjoint pour le Bloc québécois en matière de défense nationale.  En 1998, il devient critique pour le Bloc québécois en matière de travaux publics et services gouvernementaux. C'est au cours de cette période qu'il a été le maître d'œuvre des dénonciations des malversations dans le scandale du controversé programme des commandites.
Depuis 2001, il essaie d'obtenir la modification du nom de la circonscription de Chambly pour qu'elle devienne Chambly-Borduas. Il explique vouloir créer un sentiment d'appartenance des concitoyens. En 2001, il est d'ailleurs le seul député à s'opposer à la modification du nom de la province de Terre-Neuve pour y inclure le Labrador. En 2002, il dénonce l'entente de l'Approche Commune, qui, selon lui, partitionnera le territoire au détriment de la nation québécoise.

### Démission
Le 15 août 2002, à la suite de cette dénonciation devant le refus de ses pairs de respecter son point de vue il quitte le Bloc québécois étant convaincu que le rôle d'un député élu est de s'exprimer librement sur des sujets controversés qui menacent les intérêts de tous les Québécois. Il devient alors député indépendant de la circonscription de Chambly—Borduas.
Ghislain Lebel critique ses adversaires pour avoir abandonné la politique nationaliste traditionnelle. Ils ont fait table rase sur notre histoire, a déclaré Lebel. Pour aller chercher les communautés culturelles, c'est ethnicité zéro, c'est religion zéro. Ils font fausse route en affaiblissant notre identité.»

### Course à la direction du Parti québécois
Il est candidat dans la course à la chefferie du Parti québécois, il demande à ses militants le 9 novembre de donner leur deuxième voix à André Boisclair.
Le 15 novembre 2005, il perd finalement l'élection avec 0,44 % soit la 7e position avec 438 votes alors que André Boisclair est élu avec une majorité de 53,68 %.

### Appui à l'ADQ
Au cours de l'élection générale de 2007, il annonce qu'il votera pour le candidat adéquiste Richard Merlini à cause des propos de Mario Dumont sur les accommodements raisonnables et sur l'identité francophone, bien qu'il juge ces derniers timides. Il souhaite également donner une brutale leçon au Parti québécois, qui a, selon lui, évacué l'aspect nationaliste et identitaire du projet indépendantiste. Il a également décidé de ne plus renouveler sa carte de membre du PQ.

### Adhésion au Parti indépendantiste
En 2008, il décide d'adhérer au Parti indépendantiste. Il déclare son appui à la nouvelle formation lors d'une conférence de presse à la Société Saint-Jean Baptiste de Montréal le 3 avril 2008. Il est candidat pour cette formation dans la circonscription de Chambly lors des élections de 2008.

## Citation
- « Dans le Bloc québécois et le PQ, les Canadiens français d'autrefois sont traités comme des sous-produits de l'humanité. »